# Чарлз Лео Гічкок
Чарлз Лео Гічкок (англ. Charles Leo Hitchcock; 1902–1986) — американський ботанік. Він виявив 20 видів рослин та його праці процитовано тисячі разів.

## Окремі праці
- A Monographic Study of the Genus Lycium of the Western Hemisphere (1932)
- A Key to the Grasses of Montana Based upon Vegetative Characters (1936)
- The Tofieldia Glutinosa Complex of Western North America (1944)
- A Revision of the North American Species of Lathyrus (1952)
- A Checklist of Vascular Plants of West-Central Washington (1969)
- Key to the Grasses of the Pacific Northwest Based upon Vegetative Characters (1969)
- Flora of the Pacific Northwest with Arthur Cronquist (1973)